# Kockska Huset
Das Kockska Huset  (auch Jörgen Kocks hus; dt.: Haus von Jörgen Kock) ist ein beeindruckendes Bauensemble in Malmö, das der reiche Geschäftsmann Jörgen Kock im 16. Jahrhundert in der Zeit der dänischen Herrschaft für seine Familie und seine Münzprägestätte erbauen ließ. Seit 14. Dezember 1993 steht es als Byggnadsminne unter Denkmalschutz.

## Lage
Das Baugrundstück lag an der damaligen Kreuzung der Hauptstraße Den lange adelgatan und der Meerenge, die zum Hafentor und zur Schiffsanlegestelle von Malmö führte, wichtige Handelswege darstellend.
Heute trägt das Gebäude die Adresse Västergatan 2 / Frans Suellsgatan, 211 21 Malmö.

## Geschichte
Den nach dem dänischen Münzmeister und Bürgermeister von Malmö Jörgen Kock benannten Wohn- und Geschäftskomplex in der Malmöer Altstadt ließ dieser in den Jahren 1522–1525 zu Wohnzwecken für seine Familie im Stadtzentrum auf einem Gelände errichten, das er von der Abtei Sorø erworben hatte. Bis zur Fertigstellung des Bauensembles bewohnte er mit seiner Frau Citze Kortzdatter van Nuland ein Haus auf dem Myntergården in Malmö. Nach dem Einzug in den imposanten Neubau verlegte Kock auch seine Münzproduktion hierher. Die Immobilie bestand aus einem reinen Wohnhaus, einer Halle, in der die Privatbank von Kock und ein Festsaal eingerichtet waren, einer Münzproduktionsstätte sowie einem zweigeschossigen Wohnmiethaus für drei Beamtenfamilien seiner Münzanstalt. Alle Gebäude stehen auf Kellergeschossen mit Kreuzrippengewölbe.
Da Familie Kock keine Erben hatte, wurden nach ihrem Tod nacheinander verschiedene Adelsfamilien Eigentümer des Anwesens, darunter Familie Ulfstand, der Stadtschreiber Rasmus Andersen, der Kaufmann Franz Suell (1770).
Suell etablierte hier zunächst eine Tabakfabrik, an anderen Stellen der Stadt auch eine Zuckerfabrik und eine Kleiderfabrik sowie eine Ziegelei in Lomma und eröffnete eine Kalkbrennerei in Limhamn. Und mit dem Bau des Hafens von Malmö, der Einrichtung einer mechanischen Werkstatt und einer Werft wurde Suell einer der reichsten und einflussreichsten Unternehmer im 18. Jahrhundert.
Im Jahr 1825 gelangte der ehemalige Kock-Hof an die Industriellenfamilie Kockum. Das Haus blieb seitdem im Familienbesitz. Die jetzigen Besitzer (Kockums Mechanische Werkstatt und Werft) ließen ab 1960 schrittweise – in Würdigung der Leistungen der reichen Vorbesitzer – umfangreiche Renovierungs- und Umbauarbeiten auf Basis historischer Ansichten ausführen.
Das Anwesen (Jörgen Kocks alter Hof) kann nicht besichtigt werden.
Im gut restaurierten Kellergewölbe zog ein Speiselokal (Årstiderna) ein. Andere Räume werden für Konferenzen genutzt.

## Beschreibung der erhaltenen Gebäudeteile

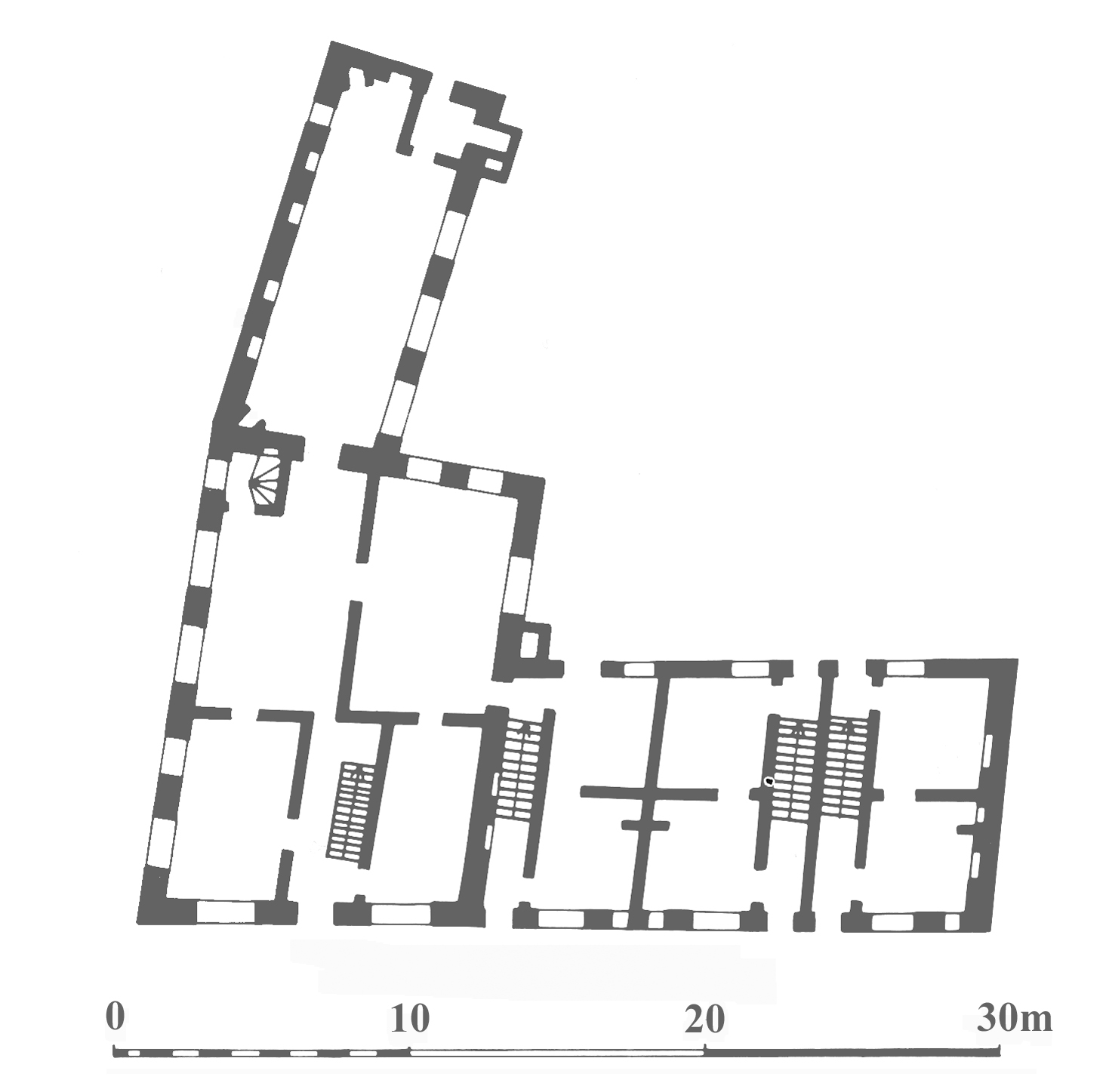
1978 rekonstruierter Grundriss des Anwesens von Jörgen Kock

Das Wohnhaus, direkt an einer Ecke des Grundstücks errichtet, wurde nach den Wünschen des Bauherrn mit reichlich Schmuck versehen:
- Statuen (u. a. Jungfrau Maria mit dem Jesuskind auf einer Sichel)[4],
- Familienwappen des Ehepaares,
- zwei Löwen auf den seitlichen Zinnen des Giebels,
- im Inneren Wandmalereien (wahrscheinlich von verschiedenen Künstlern jeweils auch aus aktuellem Anlass erstellt),
- Gemälde an den Wänden mehrerer Räume.

(Die Madonna, die heute an der Fassadenecke steht, ist eine im Jahr 2018 von Vitus Nielsen aus Gotland-Sandstein geschnitzte Kopie. Das Original befindet sich in einem Malmöer Museum.)
Im Bankraum des Erdgeschosses sind über der Tür Fresken eines Pfeifers und eines Trommlers zu sehen, flankiert von zwei Tanzbären und einem Papageien. Die hier ebenfalls dargestellten Wappen und Gemälde entstanden, nachdem Kock im Jahr 1526 zum Ritter geschlagen worden war.
Im Festsaal sind Fragmente einer zeitgenössischen Wandmalerei in perspektivischer Darstellung erhalten, die im Mittelalter nicht weit verbreitet war. Es gibt auch eine kaum erkennbare Darstellung eines Männerkopfes mit einer Ratte im Bart. Erwähnenswert ist ein erhaltenes originales Porträt von Jörgen Kock mit der (übersetzten) Inschrift: „Jörgen Kock 1531. Sein Alter 44 Jahre“. Die Porträtierung von Privatpersonen war in jener Zeit meist nur Herrschern und sehr mächtigen Menschen jener Zeit vorbehalten.

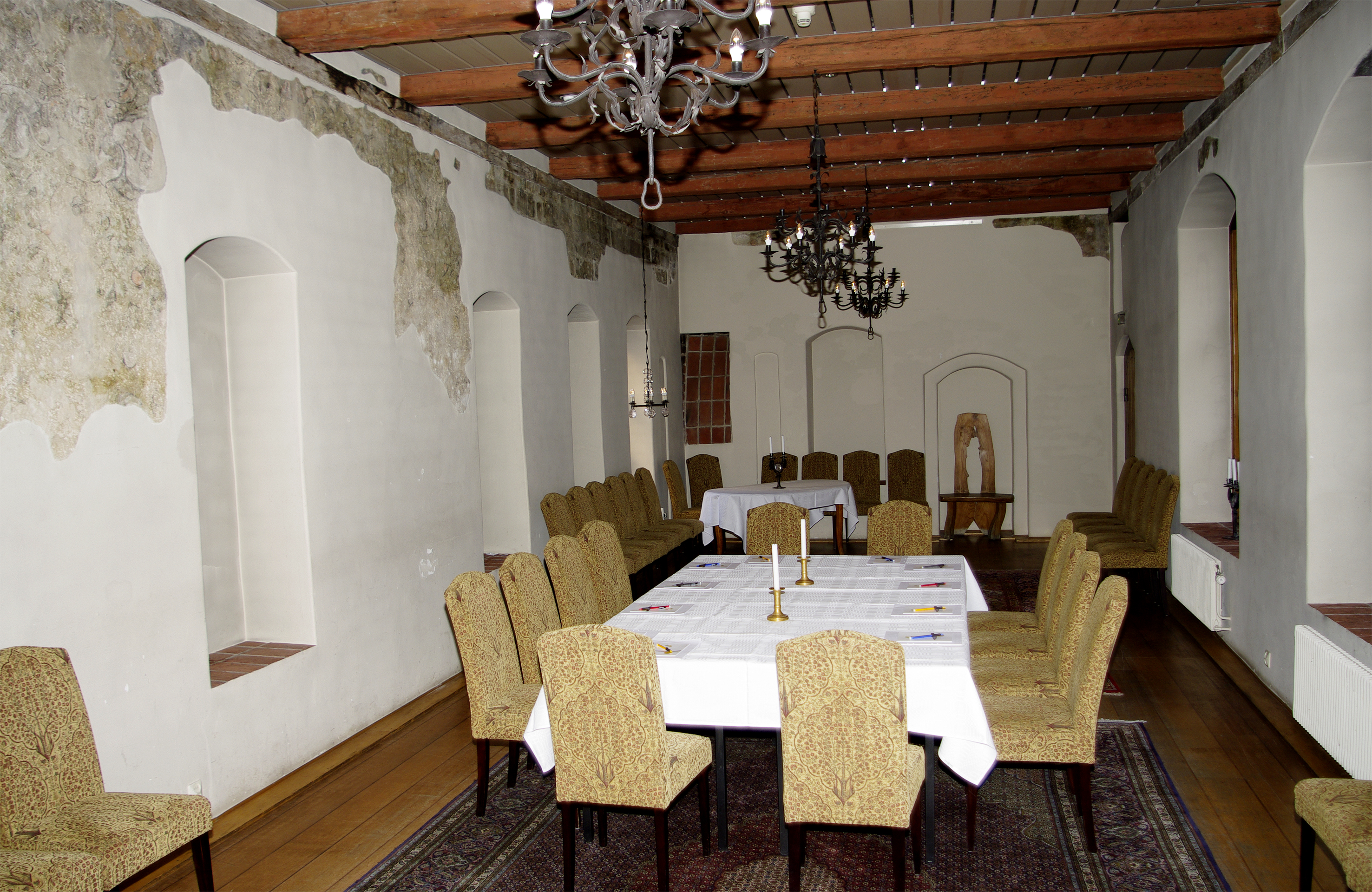
Bankraum mit Fragmenten freigelegter Wandbilder
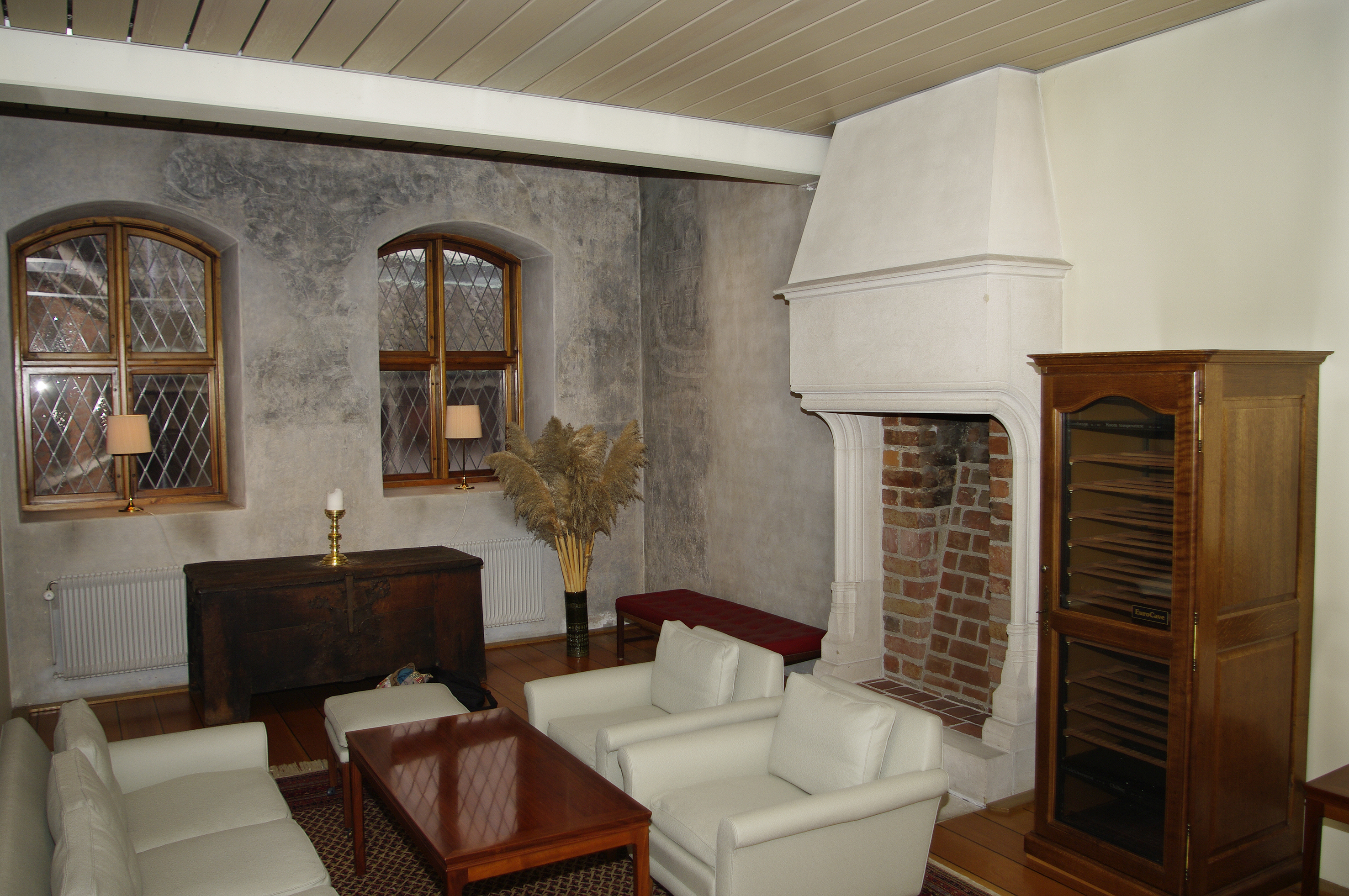
Gästezimmer, in dem König Gustav Wasa weilte
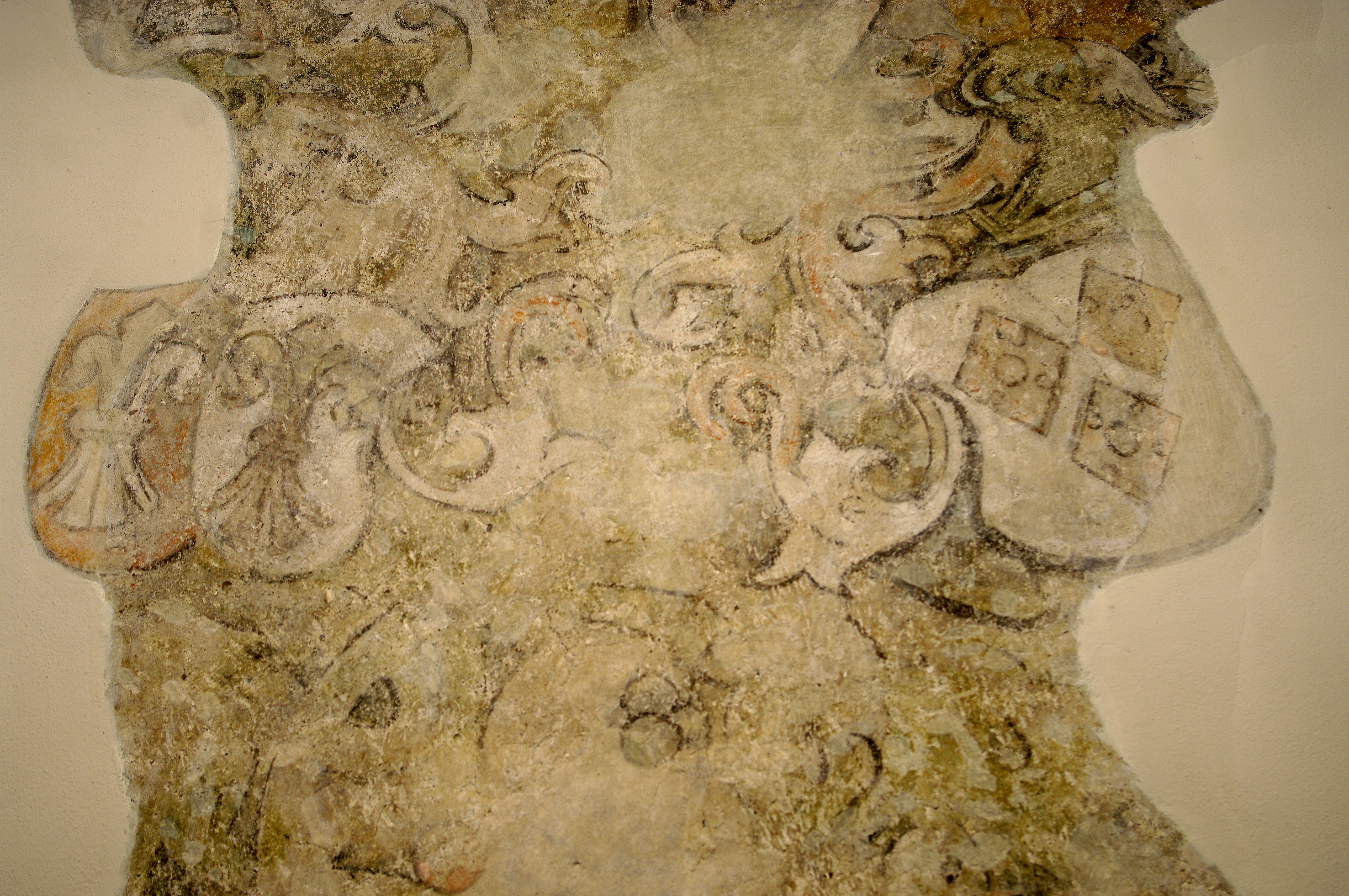
Wappen von Jörgen Kock und seiner Ehefrau Citzes
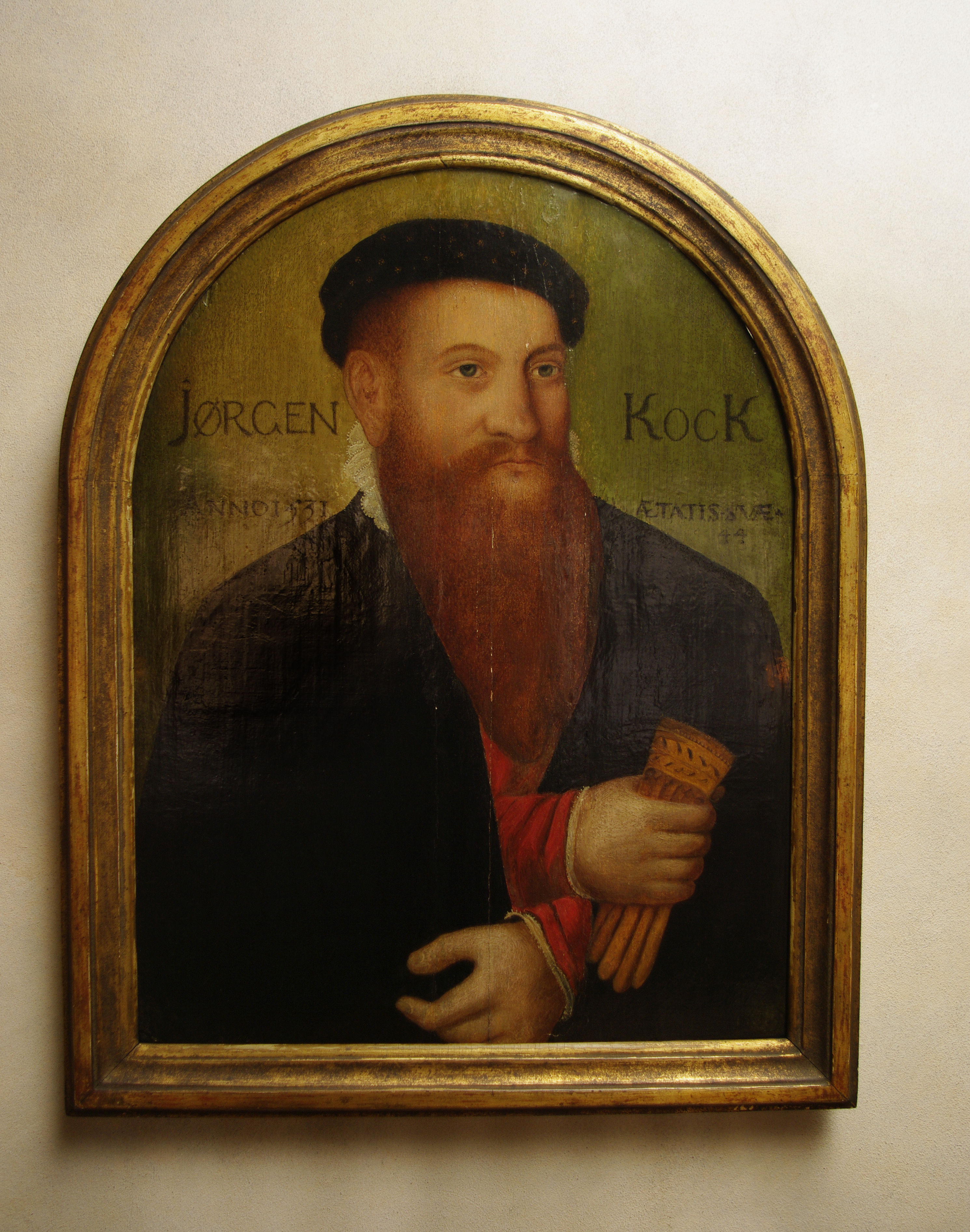
Porträt des Bauherrn und Münzmeisters Jörgen Kock
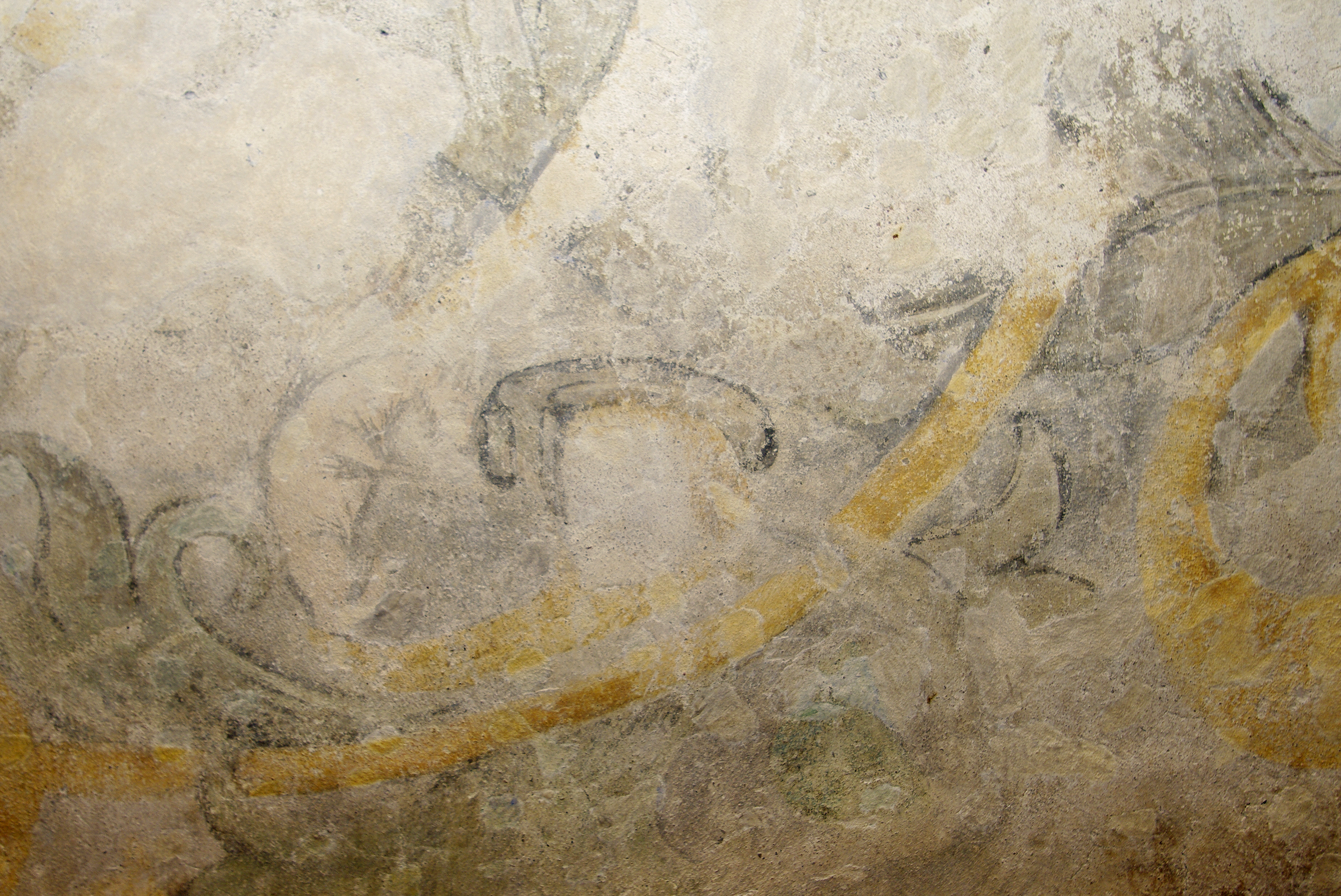
Wandbild eines Mannes mit einer Ratte im Bart

Nicht erhalten sind die frühere Schmiede-Werkstatt samt Grundstück und der frühere wesentlich größere Garten.

## Architektur

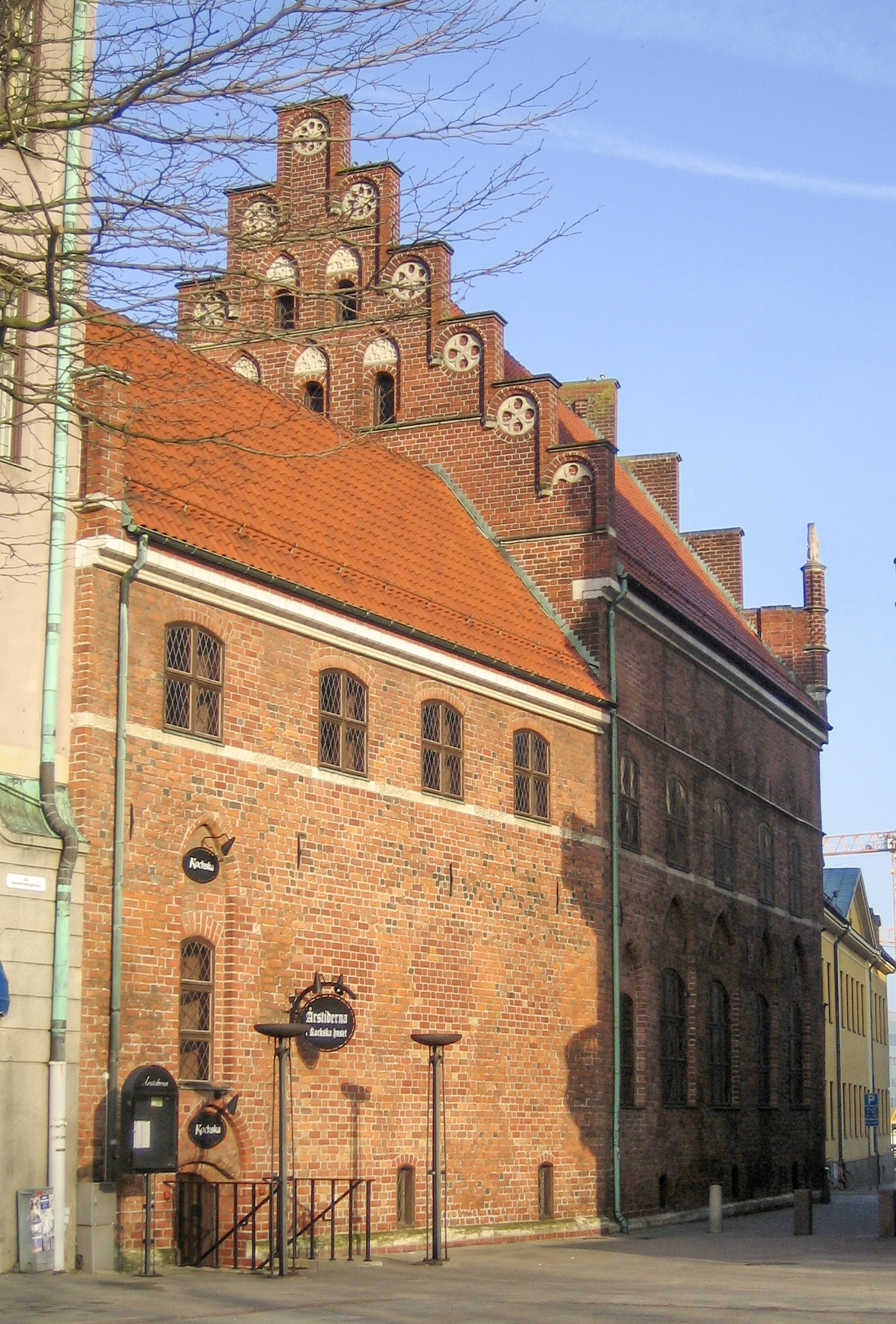
Ostfassade von Kocks Haus, gesehen vom Stortorget

Der Hof mit seinen Backsteinbauten spiegelt mittelalterliche architektonische Traditionen wider, weist aber auch Renaissance-Einflüsse aus den Niederlanden auf. Der aufwendig verzierte Giebel des Eckhauses hat keine Entsprechung unter den erhaltenen Gebäuden in den anderen nordischen Ländern. Das Vorbild für den Giebel sehen Bauexperten in der damaligen nordeuropäischen Baukunst.
Nach Art des Gebäudes im Stil der niederländischen Frührenaissance und dem Wirken von Michiel Heinrick van Haerlem für die Bauhütte von Christian II. in Kopenhagen vermuten Bauforscher und Historiker, dass dieser entweder der Ratgeber eines einheimischen Baumeisters war oder sogar Bauskizzen geliefert haben könnte.
Alle Fassadenelemente wurden aus in Kocks eigener Ziegelei gebrannten Ziegeln errichtet und blieben unverputzt, sie sollen anfangs aber mit roter Kalkfarbe angestrichen gewesen sein. Als Farbkontrast dazu waren Nischen und kleine abgesetzte Flächen weiß gekalkt.
Die Grundrisse  der Bauwerksteile wurden den vorhandenen Straßenführungen angepasst und weisen deshalb auch Knicke auf. Der Architekt hat diesen Umstand genutzt, um auch bauliche Unterschiede zu erzeugen, sowohl von der Höhe der Flügel als auch von der Form der Fenster und der Form der Eingänge; meist kamen Rundfenster und Rundportale zum Einsatz. Die Dächer sind ziegelgedeckte Walmdächer, an den Stoß- bzw. Knickstellen entstanden als trennende Schmuckelemente abgetreppte Ziergiebel. (Aus anderen Orten im späten Mittelalter ist überliefert, dass die Anzahl der Treppen an den Giebeln nach außen den Reichtum des Bauherrn repräsentierte – je mehr Treppen, desto reicher.)